# Guilty (película de 2020)
Guilty es una película en lengua hindi india de 2020 dirigida por Ruchi Narain..  Protagonizada por Kiara Advani junto con varios otros, la película sigue la historia de una compositora cuyo novio es acusado de violación. Fue lanzado el 6 de marzo de 2020 en Netflix en India .

## Sinopsis
Nanki Dutta (Kiara Advani), una compositora, se encuentra en un dilema cuando Tanu Kumar (Akansha Ranjan Kapoor), un estudiante en la universidad, está acusando a Vijay "VJ" Pratap Singh, el novio de Nanki, de violación. El resto de la película narra el esfuerzo de Nanki por descubrir lo que realmente sucedió esa noche, con la ayuda del abogado danés Ali Baig (Taher Shabbir).

## Cast
- Kiara Advani como Nanki Dutta.
- Akansha Ranjan Kapoor como Tanu Kumar.
- Gurfateh Singh Pirzada como Vijay "VJ" Pratap Singh.
- Taher Shabbir como el danés Ali Baig.
- Dalip Tahil como Abogado Mirchandani.
- Kunal Vijaykar como el Dr. Roy
- Manu Rishi como Pratap Singh, Vijay Partap Singh' padre.
- Janya Joshi como 13 años Nanki.
- Chayan Chopra como KP.
- Fahad Ali como Rahul Jai.

## La producción
La fotografía principal de la película comenzó en nueva Delhi en junio de 2019.

## Marketing
El tráiler oficial de la película fue lanzado el 18 de febrero de 2020.